# Alice's Three Bad Eggs
Série Alice Comedies
Alice's Knaughty Knight
(1927) Alice's Picnic
(1927)
Pour plus de détails, voir Fiche technique et Distribution.
Alice's Three Bad Eggs est un court métrage d'animation américain muet de la série Alice Comedies sorti en 1927.

## Synopsis
Alice et Julius sont dans un fort de l'ouest américain et doivent se battre contre les Three Bad Eggs, un trio de bandits, ainsi que des indiens.

## Fiche technique
- Titre original : Alice's Three Bad Eggs
- Série : Alice Comedies
- Réalisation : Walt Disney
- Animation : Norm Blackburn, Ben Clopton, Friz Freleng, Rollin Hamilton, Hugh Harman, Rudolf Ising, Ub Iwerks, Paul J. Smith
- Encrage et peinture : Irene Hamilton, Walker Harman
- Photographie : Rudolf Ising
- Production : Margaret J. Winkler
- Société de production : Disney Brothers Studios
- Société de distribution : FBO pour Margaret J. Winkler (1927)
- Budget : 1 188 $
- Pays :  États-Unis
- Format d'image : noir et blanc - 35 mm - 1,37:1 - muet
- Genre : animation et prises de vues réelles
- Durée : 7 minutes
- Dates de sortie : 16 mai 1927[1]

Sources : Walt in Wonderland,

## Distribution
- Lois Hardwick : Alice

## Commentaires
Produit le 31 décembre 1926 (prise de vue réelle) et en février 1927 (animation), le film a été livré le 24 février 1927. Le copyright a été déposé le 16 mai 1927 par R-C Pictures Corp.